# Euro-Mir
Euro-Mir is een draaiende achtbaan in het attractiepark Europa-Park in het Duitse Rust. De achtbaan is gebouwd door MACK Rides in 1997 en is van het model Spinning Coaster Euro-Mir.

## Lifthill
Euro-Mir gaat niet met een normale rechte optakeling naar boven maar gebruikt een spiraallift, in het donker. Tijdens de optakeling wordt muziek gedraaid. 
Op de top van de lift staat een raket, die met licht wordt uitgelicht. 
De treinen draaien op de lift, met uitzondering van het eerste wagentje.

## Treinen
Euro-Mir heeft negen treinen met elk vier voertuigen per trein. De personen zitten rug aan rug met zijn vieren in een wagentje. Hierdoor komt het aantal personen per trein op zestien. De treinen draaien boven op de toren vrij. Net voor de eerste afdaling wordt hij op een rem gezet. Halverwege de rit draait het wagentje om, zodat de achterkant, de voorkant wordt.

## Locatie

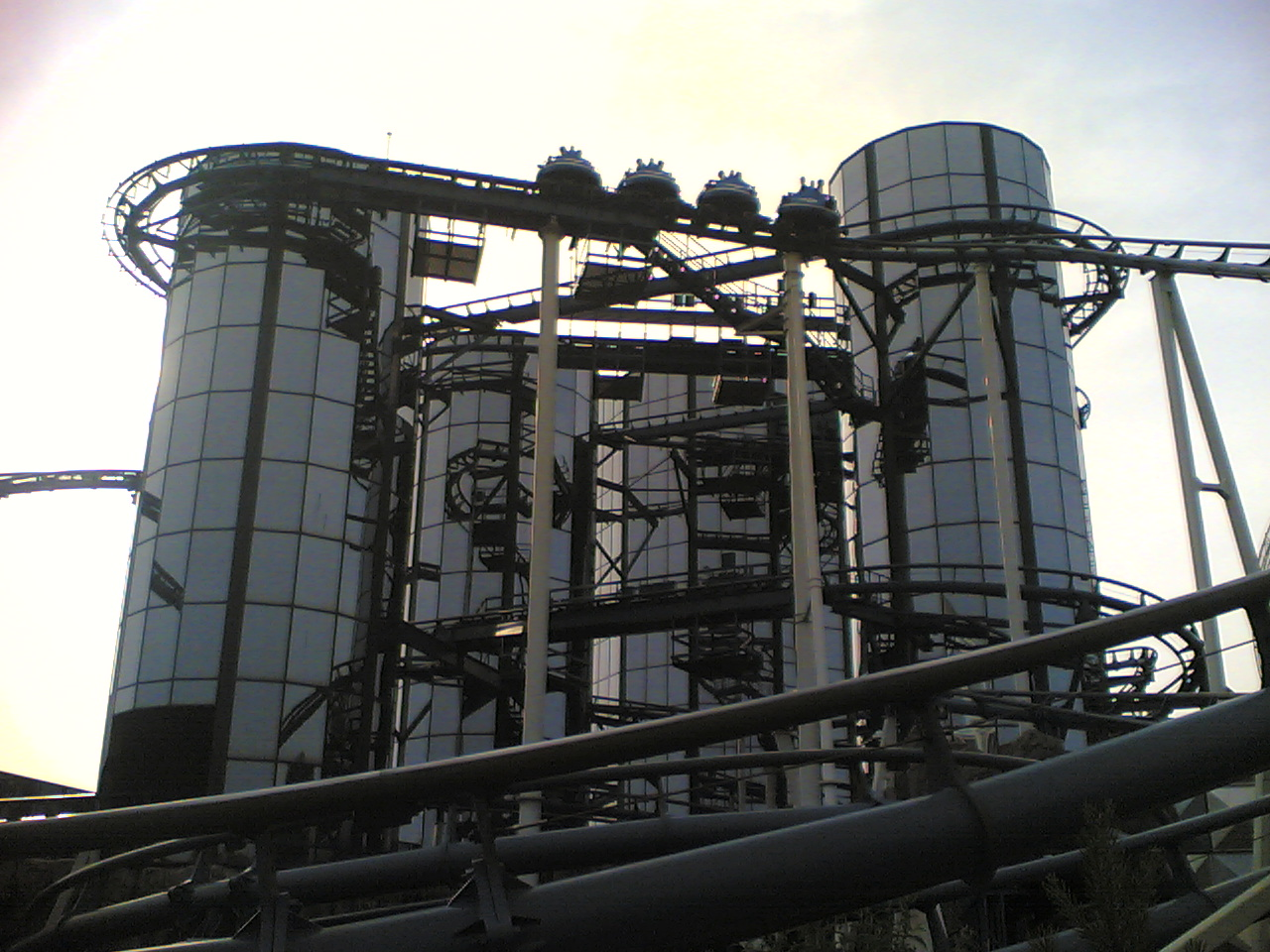
Euro-Mir

Euro-Mir bevindt zich in het Russische gedeelte van Europa-Park.

## Thema
Euro-Mir is gethematiseerd naar het oud Russische ruimtestation Mir. In het gebouw staan enkele ruimtepoppen en boven de wachtrij staat een kopie van het Mir ruimtestation.
Lijst van attracties in Europa-Park